# 보진재
보진재는 1912년부터 2019년까지 존재한 대한민국의 설립된 인쇄업체다.

## 역사
- 1912년 - 보진재석판인쇄소 설립
- 1924년 - 국내민간업체중 처음으로 오프셋인쇄시설을 도입
- 1933년 - 크리스마스 실 인쇄 개시
- 1956년 - 용산구 원효로로 사옥을 이전
- 1969년 - 보진재인쇄(주)로 법인전환, 후에 (주)보진재로 사명변경
- 1996년 - 코스닥에 주식상장
- 2019년 - 폐업